# パパ合格ママは失格
『パパ合格ママは失格』（パパごうかくママはしっかく）は、1986年7月9日から同年9月24日まで、日本テレビ系列で毎週水曜日21:00 - 21:54 (JST)に全11話が放送された連続テレビドラマ。

## 概要
団塊の世代の蔵太が仕事と子育てに悪戦苦闘し、パソコン世代の子供たちと共存していく日々を描いたホームコメディ。“離婚した夫が子育てをする”という内容が共通していることから「『クレイマー、クレイマー』のテレビ版」と紹介されたこともある。

### あらすじ
倉田蔵太は商社を脱サラし、自宅を改造した貸し教室（昼はエアロビクス教室、夜は蔵太の社交ダンスの特技を生かした社交ダンス教室）とコインランドリーを経営することにした。しかし、妻・由紀は転職に反対し、これが元で離婚。娘たちは家庭裁判所の離婚調停で父と暮らすことを望み、蔵太に引き取られた。蔵太はエアロビクスのインストラクターの絵里に思いを寄せられているが、今のところまだ再婚の意思はない。その後、高校のクラス会でかつて恋仲だった早苗と再会し、早苗が同様の境遇であると聞いて意気投合する…。

## キャスト
- 倉田蔵太 - 石立鉄男
39歳。直情径行でロマンチストな性格。一流商社マンとしての自分に疑問を感じて脱サラ、ダンス教室を始める。
- 倉田敏美 - 小沢なつき
14歳、中学2年生。両親の離婚後は父と妹の面倒を見る役割となっている。また、父の女性関係についても鋭く観察している。
- 倉田香織 - 内田さゆり
12歳、小学6年生。経済観念に優れ、父の事業経営についてもパソコンを通じて監査したりもしている。
- 島田絵里 - かたせ梨乃
27歳。蔵太経営の貸し教室でエアロビクスのインストラクターを務める。度々、蔵太に言い寄ることがある。
- 岡本早苗 - 音無美紀子
39歳。蔵太とは同じ高校の同級生。夫の不貞行為が元で離婚。ブティックの雇われで衣服を縫う仕事をしている。
- 岡本克彦 - 野口隆哉
13歳。早苗の息子で、パソコンでゲームソフトを作れて、その才能が狙われるほどの天才少年。
- 森マリ - 桑田靖子
コインランドリー従業員で、バンドメンバー。
- 森ハナエ（マリの祖母） - 菅井きん
- 加納初男 - 岸部シロー
- 加納加代（加納の妻）- 沢田亜矢子
- 加納美鈴（加納の娘）- 小川真澄
- 加納文弥（加納の子）- 五十嵐孝美
- 須山仁平 - 坂上忍
- 熊谷真実
- 坂口芳貞
- 川端安江（ブティックのマダム） - 大森暁美
- 奈美悦子
- 水沢絵里
- 大沢秀高
- 悦子（蔵太の高校時代のクラスメート） - 結城美栄子
- 加賀嘉彦（早苗の別れた夫） - 西岡徳馬
- 矢頭義一 - 加藤嘉
- 川島由紀 - 夏樹陽子
36歳。蔵太の元妻で、リサーチ会社を経営。派手な物や一流の物を好み、野心的な性格であるのが元で蔵太との関係が決裂。

（出典：）

## スタッフ
- 制作 - 平林邦介 （日本テレビ）
- プロデューサー - 赤羽根敏男 （ザ・ワークス）
- 脚本 - 岩間芳樹 （全話担当）
- 演出 - 結城章介、水田伸生
- 音楽 - 羽田健太郎
- 音楽ディレクター - 鈴木清司
- 効果 - 倉橋静男
- 制作 - 日本テレビ、ザ・ワークス

## 主題歌
- 西尾芳彦&ライトスタッフ「ハッピー・バースデイ」（作詞：大津あきら、作曲：和泉常寛）

## サブタイトル
| 各話   | 放送日        | サブタイトル                     | 演出     | ゲスト            |
| ------ | ------------- | -------------------------------- | -------- | ----------------- |
| 第1話  | 1986年7月9日  | 離婚、再婚、パソコン戦争         | 結城章介 | 矢頭義一 - 加藤嘉 |
| 第2話  | 1986年7月16日 | 子供たちの反乱                   | 結城章介 | 矢頭義一 - 加藤嘉 |
| 第3話  | 1986年7月23日 | 新人類VS旧人類                   | 結城章介 | 五月みどり        |
| 第4話  | 1986年7月30日 | 危うし! 少女仮面                 | 結城章介 |                   |
| 第5話  | 1986年8月6日  | 86年、子供たちの難民収容所       | 水田伸生 |                   |
| 第6話  | 1986年8月13日 | 浴室の陰謀                       | 水田伸生 |                   |
| 第7話  | 1986年8月20日 | いい汗かいたわ、夜明けのコーヒー | 結城章介 |                   |
| 第8話  | 1986年9月3日  | もう秋恋しい妻の味               | 水田伸生 |                   |
| 第9話  | 1986年9月10日 | 中年男の心理                     | 結城章介 | 丸山 - 川辺久造   |
| 第10話 | 1986年9月17日 | 闘いは海!                        | 水田伸生 |                   |
| 第11話 | 1986年9月24日 | パソコン戦争の結末               | 結城章介 |                   |